# Eleccions legislatives eslovaques de 2010
Les Eleccions legislatives eslovaques de 2010 es van celebrar el 12 de juny de 2010 per a renovar els 150 membres del Consell Nacional d'Eslovàquia. En aquestes van guanyar de nou els socialdemòcrates de Direcció (Smer-SD), però es va formar una coalició de govern entre el SDKÚ-DS, el Moviment Democràtic Cristià i els nous partits Llibertat i Solidaritat i Most–Híd. Amb tot, la legislatura va finalitzar al 2012 després de perdre una moció de confiança.

## Resultats
|                       |                                                                     |           |       |          |     |  |  |  |  |  |  |  |  |
| Partit                | Partit                                                              | Vots      | %     | Escons   | +/- |  |  |  |  |  |  |  |  |
|                       | Direcció - Socialdemocràcia (Smer-SD)                               | 880.111   | 34,79 | 62 / 150 | 12  |  |  |  |  |  |  |  |  |
|                       | Unió Democràtica i Cristiana Eslovaca – Partit Democràtic (SDKÚ-DS) | 390.042   | 15,42 | 28 / 150 | 3   |  |  |  |  |  |  |  |  |
|                       | Llibertat i Solidaritat (SaS)                                       | 307.287   | 12,14 | 22 / 150 | Nou |  |  |  |  |  |  |  |  |
|                       | Moviment Democràtic Cristià (KDH)                                   | 215.755   | 8,52  | 15 / 150 | 1   |  |  |  |  |  |  |  |  |
|                       | Most–Híd                                                            | 205.538   | 8,12  | 14 / 150 | Nou |  |  |  |  |  |  |  |  |
|                       | Partit Nacional Eslovac (SNS)                                       | 128.490   | 5,07  | 9 / 150  | 11  |  |  |  |  |  |  |  |  |
|                       | Partit de la Coalició Hongaresa (SMK-MKP)                           | 109.639   | 4,33  | 0        | 20  |  |  |  |  |  |  |  |  |
|                       | PP–Mov. per una Eslovàquia Democràtica (ĽS-HZDS)                    | 109.480   | 4,32  | 0        | 15  |  |  |  |  |  |  |  |  |
|                       | Partit de l'Esquerra Democràtica (SDĽ)                              | 61.137    | 2,42  | 0        | =   |  |  |  |  |  |  |  |  |
|                       | Partit Popular La nostra Eslovàquia (L'SNS)                         | 33.724    | 1,33  | 0        | Nou |  |  |  |  |  |  |  |  |
|                       | Partit Comunista d'Eslovàquia (KSS)                                 | 21.104    | 0,83  | 0        | =   |  |  |  |  |  |  |  |  |
|                       | Unió - Partit per Eslovàquia (SpS)                                  | 17.741    | 0,70  | 0        | =   |  |  |  |  |  |  |  |  |
|                       | Partit polític alegre (PK)                                          | 14.576    | 0,58  | 0        | Nou |  |  |  |  |  |  |  |  |
|                       | Partit Democràtic Europeu (EDS)                                     | 10.332    | 0,41  | 0        | Nou |  |  |  |  |  |  |  |  |
|                       | Nova Democràcia (ND)                                                | 7.962     | 0,31  | 0        | Nou |  |  |  |  |  |  |  |  |
|                       | Partit de la Coalició Rom (SRK)                                     | 6.947     | 0,27  | 0        | Nou |  |  |  |  |  |  |  |  |
|                       | Unió de Treballadors d'Eslovàquia (ZRS)                             | 6.196     | 0,24  | 0        | =   |  |  |  |  |  |  |  |  |
|                       | Aliança per una Europa de les Nacions (AZEN)                        | 3.325     | 0,13  | 0        | Nou |  |  |  |  |  |  |  |  |
|                       |                                                                     |           |       |          |     |  |  |  |  |  |  |  |  |
| Vots vàlids           | Vots vàlids                                                         | 2.529.385 | 98,86 |          |     |  |  |  |  |  |  |  |  |
| Vots nuls             | Vots nuls                                                           | 29.180    | 1,14  |          |     |  |  |  |  |  |  |  |  |
| Total                 | Total                                                               | 2.558.565 | 100   | 150      | =   |  |  |  |  |  |  |  |  |
| Abstenció             | Abstenció                                                           | 1.803.804 | 41,35 |          |     |  |  |  |  |  |  |  |  |
| Inscrits/Participació | Inscrits/Participació                                               | 4.362.369 | 58,65 |          |     |  |  |  |  |  |  |  |  |